# ゆかいな天使/トラブるモンキー
『ゆかいな天使/トラブるモンキー』（ゆかいなペット/トラブるモンキー、原題：Monkey Trouble）は、1994年制作のアメリカ合衆国のコメディ映画。リドリー・スコット製作総指揮。
悪い飼い主から物を盗むテクニックを教え込まれたサルと、そのサルを拾った少女が巻き起こす騒動を描くコメディ映画。ビデオタイトルは『トラブるモンキー』。

## あらすじ
8歳の少女エヴァは、弟のジャックが生まれてから両親の愛情が弟に全て注がれてしまったように感じられ、毎日寂しい思いをしていた。
そんなある日、エヴァは学校の帰り道、公園で1匹のサルを見つける。エヴァはついそのサルをリュックに入れてこっそり家に連れて帰り、“ドジャー”と名付け、両親に隠れて自分の部屋で飼い始める。
だがある週末、ドジャーを連れて遊びに行った時、買い物中にドジャーがリュックの中に勝手に缶詰を詰め込んだため、エヴァは万引き容疑で捕まってしまう。実はドジャーは、本当の飼い主から物を盗むテクニックを教え込まれていたのだった。

## キャスト
※括弧内は日本語吹替。
- エヴァ：ソーラ・バーチ（坂本真綾）
- トム：クリストファー・マクドナルド（菅生隆之）
- エイミー：ミミ・ロジャース（弥永和子）
- ショーティ・コーン：ハーヴェイ・カイテル（穂積隆信）
- ジャック：エイドリアン・ジョンソン
- ジュリアン・ジョンソン
- ピーター：ケヴィン・スキャネル（小島敏彦）
- アリソン・エリオット
- ドレイク：ロバート・ミランダ（池田勝）
- チャーリー：ヴィクター・アルゴ（中庸助）
- レミー・ライアン
- ジェリー・ベッドノブ